# Euthalia lavernalis
Euthalia lavernalis är en fjärilsart som beskrevs av Nicéville 1893. Euthalia lavernalis ingår i släktet Euthalia och familjen praktfjärilar. Inga underarter finns listade i Catalogue of Life.